# Халкодонт (сын Абанта)
Халкодонт (др.-греч. Χαλκώδων) — персонаж древнегреческой мифологии. Отец Элефенора. Сын Абанта. Царь абантов на Евбее.
Воевал с афинянами. Был убит Амфитрионом в битве фиванцев с евбейцами, его могила в Беотии по дороге из Фив на Халкиду. По другой версии, помогал Гераклу в походе на Элиду и был убит, похоронен у источника Эноя (Аркадия). Его упоминает Софокл как современника Троянской войны.